# Subuk
Subuk is een bestuurslaag in het regentschap Buleleng van de provincie Bali, Indonesië. Subuk telt 1485 inwoners (volkstelling 2010).